# Ошевский, Станислав Дмитриевич
Станислав Дмитриевич Ошевский (29 декабря 1937, Тула — 7 марта 2007, Тула) — известный тульский историк, краевед, редактор, литератор, художник. Член Союза журналистов России. Постоянный автор «Тульского краеведческого альманаха».

## Биография
Станислав Дмитриевич Ошевский родился 29 декабря 1937 года в Туле, в рабочей семье.
В 1960 году окончил Тульский государственный педагогический институт им. Л. Н. Толстого по специальности «преподаватель истории средней школы». По распределению работал в Иркутской области.
В 1964—1972 годах был научным сотрудником Государственного архива Тульской области (ГАТО). Входил в группы составителей изданий архива — тематических сборников документов и материалов. Одновременно занимался рисунком и живописью в изостудии у П. К. Овчинникова.
С 1972 года до 2000 года — внештатный редактор и автор тульского Приокского книжного издательства, в дальнейшем — Издательского дома «Пересвет», с которым сотрудничал до конца жизни.
С 2004 года — член тульского городского Общества любителей провинциальной истории.

## Литературно-редакционная деятельность
Автор книг, статей, очерков по истории и культуре тульского края, в том числе о деревянной архитектуре и декоре гражданских строений города, по истории городов тульского края.
В 1980 году, в рамках празднования 600-летия Куликовской битвы, Приокское книжное издательство осуществило достаточно масштабный проект, опубликовав знаменитый древнерусский литературный памятник «Задонщину» в нескольких редакциях (Задонщина. Древнерусская песня-повесть о Куликовской битве. Тула, 1980). Редактором издания был С. Д. Ошевский в тесном сотрудничестве с известным исследователем этого памятника А. А. Зиминым, который осуществил археографическую подготовку издания. Перевод текста на современный русский язык был сделан под руководством А. А. Зимина его учеником, сотрудником государственного архива Тульской области Н. К. Фоминым.
В середине 1970-х — начале 1990-х годов С. Д. Ошевский принимал участие в разработке и осуществлении биографической серии Приокского книжного издательства «Наши славные земляки». Серия включала 14 книг о тульских писателях, врачах, художниках, полярных исследователях, участниках революционного движения, спортсменах, выдающихся отечественных просветителях А. Т. Болотове и В. А. Лёвшине.
Материалы биографической серии были позднее сконцентрированы, значительно дополнены персоналиями и изданы Приокским книжным издательством под названием «Гордость земли Тульской» (Том 1. Тула, 1982; Том 2. Тула, 1990), а также с ещё более расширенным составом персоналий — в «Биографическом словаре Тульской области» (Т. 1. Тула, 1996; Т. 2. Тула, 1996; Т. 3. Тула, 2003), опубликованном издательским домом «Пересвет». Редактором первого тома и составителем второго тома «Гордость земли Тульской», а также составителем и редактором всех томов «Биографического словаря» был С. Д. Ошевский.
С. Д. Ошевский также подготовил к переизданию в 2000 году «Сказания русского народа» И. П. Сахарова (1806—1863) с включением его исторического сочинения «Достопамятности города Тулы и его губернии», единственный раз опубликованного в 1915 году в Трудах Тульской губернской учёной архивной комиссии.
Альбомы с рисунками и описаниями С. Д. Ошевского «Грани тульского зодчества» и «Тула деревянная» продолжили традицию тульского историка первой половины XIX века Н. Ф. Андреева, издавшего в 1856 году «Описание видов города Тулы». Опубликованные Н. Ф. Андреевым детальные рисунки города Тулы принадлежали художнику фон Шеле, а историк выступил в роли комментатора.

## Основные публикации
- Ошевский С. Д. Грани тульского зодчества: Альбом / С. Д. Ошевский; Худож.–сост. М. Г. Рудаков; Вступ. статья В. Н. Уклеина. — Тула: Приокское кн. изд-во, 1983. — 80 с. (в пер.)
- Ошевский С. Д. Тула деревянная. — Тула: Приокское кн. изд-во, 1990. — 112 с. — 15 000 экз. — ISBN 5-7639-0068-5.
- Энциклопедия городов и районных центров Тульской области. — Тула, 2000.
- Горбунов Е. Л., Ошевский С. Д. Социальная и экономическая география Тульской области: учеб. пособие 9 кл. общеобразоват. учреждений обл. — Тула: Пересвет, 2001. — 176 с.
- Ошевский С. Д. Щёкино / Худож. В. Н. Соломатин. — Тула: Пересвет, 2004. — 184 с.
- Ошевский С. Д. Венёв: История и современнось: (документальная повесть-репортаж) / Ред. Н. К. Кирюхин; Рец.: С. П. Сунка, Н. К. Фомин; Худож. В. Н. Соломатин. — Тула: Пересвет, 2006. — 254 с.

- Левшин В. А. Топографическое описание Тульской губернии (1803 год) / Сост. и подг. к изд. С. Д. Ошевского. — Тула: Издат. Дом «Пересвет», 2006. 392 с.
- Боть В. И., Куликов В. В., Ошевский С. Д. Край наш Тульский: Путеводитель. — Тула: Издательский Дом «Пересвет», 2007. — 640 с. — 2000 экз. — ISBN 978-5-86714-284-2.
- Ошевский С. Д. Тула деревянная. — Тула: Гриф и Ко, 2008. — 192 с. — 1000 экз. — ISBN 978-5-8125-1151-7.

Статьи
- Тульский деревянный дом // Тульский краеведческий альманах. Выпуск 2. Тула, 2004.
- Тульский деревянный декор // Тульский краеведческий альманах. Выпуск 3. Тула, 2005.